# Jérémy Desplanches
Jérémy Desplanches (Ginevra, 7 agosto 1994) è un nuotatore svizzero.

## Biografia
Ha rappresentato la Svizzera ai Giochi olimpici estivi di Rio de Janeiro 2016.
Ai Campionati europei di nuoto di Glasgow 2018 ha vinto la medaglia d'oro nei e 200 metri misti, precedendo il tedesco Philip Heintz ed il britannico Max Litchfield.
Nei 200 metri misti, ha inoltre vinto la medaglia d'argento ai mondiali di Gwangju 2019, dietro al giapponese Daiya Seto, migliorando per due volte il record svizzero con il tempo di 1'56"73 in semifinale e di 1'56"56 in finale.

### Vita privata
Dal 2015 intrattiene una relazione sentimentale con la nuotatrice francese Charlotte Bonnet.

## Palmarès
- Giochi olimpici

Tokyo 2020: bronzo nei 200 m misti.
- Mondiali

Gwangju 2019: argento nei 200 m misti.
- Europei

Glasgow 2018: oro nei 200 m misti.
Budapest 2020: argento nei 200 m misti.
- Giochi mondiali militari

Wuhan 2019: bronzo nei 200 m misti.